# Victor Edvardsen
Victor Kaj Edvardsen, född 14 januari 1996 i Bäckebols församling i Göteborg, är en svensk fotbollsspelare som spelar för Go Ahead Eagles. Han har även spelat för Torslanda IK i Svenska Futsalligan.

## Karriär

### Tidig karriär
Edvardsen började spela fotboll i IFK Göteborg som fyraåring och spelade för klubben fram till 2015, förutom en kortare period i Hisingsbacka FC. Edvardsen var med och blev svensk U19-mästare med IFK Göteborg 2013. 2014 gjorde han 22 mål i U19-allsvenskan och det var endast Deniz Hümmet och Robert Lipovac som gjorde fler mål än han.
Edvardsen spelade endast en träningsmatch för IFK Göteborgs A-lag, en 2–1-vinst över norska Sarpsborg 08 den 26 mars 2015, där han blev inbytt i den 72:a minuten mot Billy Nordström.

### Utsiktens BK
Den 15 juli 2015 lånades Edvardsen ut till Utsiktens BK på ett låneavtal över resten av säsongen. Fyra dagar senare gjorde han sin Superettan-debut i en 1–7-förlust mot Assyriska FF. Den 21 september 2015 gjorde Edvardsen sitt första mål för klubben, ett avgörande 1–0-mål på övertid mot Gais. Totalt spelade han 11 ligamatcher och gjorde ett mål samt en match i Svenska cupen under sin utlåning i Utsiktens BK.

### Elverum, Stenungsund och Oddevold
Den 11 mars 2016 värvades Edvardsen av norska Elverum, som spelade i 2. divisjon (tredjedivisionen). Han spelade sex ligamatcher samt två matcher i Norska mästerskapet, där det även blev ett mål. Målet gjorde Edvardsen den 13 april 2016 i en 2–1-vinst över Tynset IF.
I juli 2016 värvades Edvardsen av Stenungsunds IF. Han gjorde sju mål på 11 matcher för klubben i Division 2 2016. I november 2016 värvades Edvardsen av IK Oddevold, där han skrev på ett tvåårskontrakt. Edvardsen spelade 10 matcher och gjorde två mål i Division 1 Södra 2017 samt en match i Svenska cupen.

### Karlstad BK
Inför säsongen 2018 gick Edvardsen till Karlstad BK. Den 14 april 2018 gjorde han ett hattrick i en 4–0-vinst över Vårgårda IK. Edvardsen gjorde totalt 25 mål på 24 ligamatcher i Division 2 2018. Hans målskytte var en bidragande faktor till Karlstad BK:s serievinst och han blev dessutom utsedd till den bästa anfallaren i Division 2 under säsongen 2018. Edvardsen spelade även två Svenska cupen-matcher och gjorde två mål, bägge i en 3–2-vinst över IFK Åmål.
Säsongen 2019 gjorde Edvardsen 14 mål på 29 ligamatcher i Division 1 Södra. Han spelade dessutom fem Svenska cupen-matcher och gjorde fyra mål.

### Degerfors IF
I januari 2020 värvades Edvardsen av Degerfors IF, där han skrev på ett treårskontrakt. Edvardsen tävlingsdebuterade och gjorde två mål den 17 juni 2020 i en 4–1-vinst över IK Brage i Superettan. Han gjorde 16 mål på 29 ligamatcher under säsongen 2020, då Degerfors IF blev uppflyttade till Allsvenskan.
I maj 2021 gjorde han hattrick i en match mot Örebro SK Fotboll som slutade 3-0 till Degerfors IF.

### Djurgårdens IF
Den 7 januari 2022 värvades Edvardsen till Djurgårdens IF, där han skrev på ett fyraårskontrakt. Den 21 februari gjorde Edvardsen tävlingsdebut för klubben och även sitt första mål när IK Brage stod för motståndet i Svenska cupen i en match som slutade 1-0. 

### Go Ahead Eagles
Den 27 juni 2023 värvades Edvardsen till Go Ahead Eagles, där han skrev på ett treårskontrakt.
Den 21 april 2025 vann Edvardsen och Go Ahead Eagles den nederländska cupen efter straffar mot AZ Alkmaar. Det är klubbens första cuptitel.

## Landslagskarriär
Edvardsen debuterade för Sveriges landslag den 12 januari 2023 i januariturnéns andra match mot Island.